# Centro cultural Casa de las Culturas
El Centro Cultural de la Villa “Casa de las Culturas”, inaugurado en el año 2008, ocupa un edificio obra del arquitecto Roberto Asensio Velasco, resultando en la actualidad uno de los edificios más modernos y mejor equipados de la Villa de Bembibre, acorde a las corrientes urbanísticas imperantes, que aspira a ser paradigma de las manifestaciones culturales de El Bierzo.
En él, como centro cultural que promueve la cultura entre los habitantes de la Villa y comarcas aledañas, tienen cabida las representaciones artísticas y culturales, la formación y la promoción del patrimonio histórico de este Valle del Boeza.

## Sobre el nombre
El nombre de «culturas», en plural, ha sido elegido con toda la intencionalidad, siendo como es Bembibre una localidad de acogida, en la que conviven a diario personas de muy diferentes lugares y nacionalidades que llegaron atraídos por la industria de la minería, y que encuentran también aquí una plataforma desde la que dar a conocer su propia idiosincrasia resultando, de este modo, un espacio en el que hablar, mostrar, compartir sobre las diferentes culturas que conviven en la Villa de Bembibre.

## Estructura

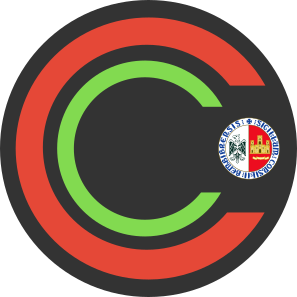

La Casa de las Culturas de Bembibre se estructura en cuatro plantas, con un rasgo definitorio de su interior cual son sus acertadas soluciones constructivas, con una admirable optimización y provechamiento de los espacios, que destacan por su amplitud y luminosidad.
En la planta baja, compartiendo espacio con la Oficina de Turismo, se encuentra el Museo "Alto Bierzo", que continúa en la primera planta, unidas ambas por medio de una rampa interior que las comunica y que sirve, al mismo tiempo, como zona de exhibición museística, conformando un espacio único y continuo disponiendo, al mismo tiempo, de una zona de doble altura para el montaje de grandes piezas.
En la segunda planta se encuentra la Biblioteca Municipal, siendo la más luminosa, disponiendo de hemeroteca, Bebeteca o área de consulta infantil y Telecentro o aula de informática junto a Sala de Audiovisuales, en área diferenciada, en la que la separación de los puestos se realiza a través de paneles ondulantes que forman una original composición.
La tercera planta acoge diferentes talleres expositivos y de trabajo, resultando curiosa a efectos de diseño, ya que en la parte central se crea una zona de exposición en forma de óvalo abierto, conocida como nueve panzudo, apodo aportado por los más pequeños.
En esta planta y espacio, la Asociación Mineralógica Aragonito Azul dispone de una exposición permanente sobre el mundo de los minerales y la mineralogía, sala permanente con el nombre de "Plinii Secundi", junto a otras instalaciones dedicadas a la investigación.
La tercera planta se completa con una Sala de Exposición propiamente dicha, destinada también a las muestras temáticas que se van sucediendo a lo largo del año, con un amplio espacio interior y de altura, lo que sirve como grada al salón de actos, ubicado en el piso superior, haciendo posible esta disposición mostrar piezas de tamaño considerable.
Con una connotación más administrativa, en la cuarta planta se habilitan los distintos despachos de la Concejalía de Educación, Cultura y Turismo, con un hueco central hacia el área de exposición temporal de la planta inferior, que permite la iluminación directa y natural gracias a un soberbio lucernario de cubierta a dos aguas, con un vidrio que evita los reflejos cuando el sol brilla con toda su fuerza.
En esta misma planta se ubica el Salón de Actos, con un perfecto acabado en madera, con un aforo de 149 personas.

## Galería de imágenes

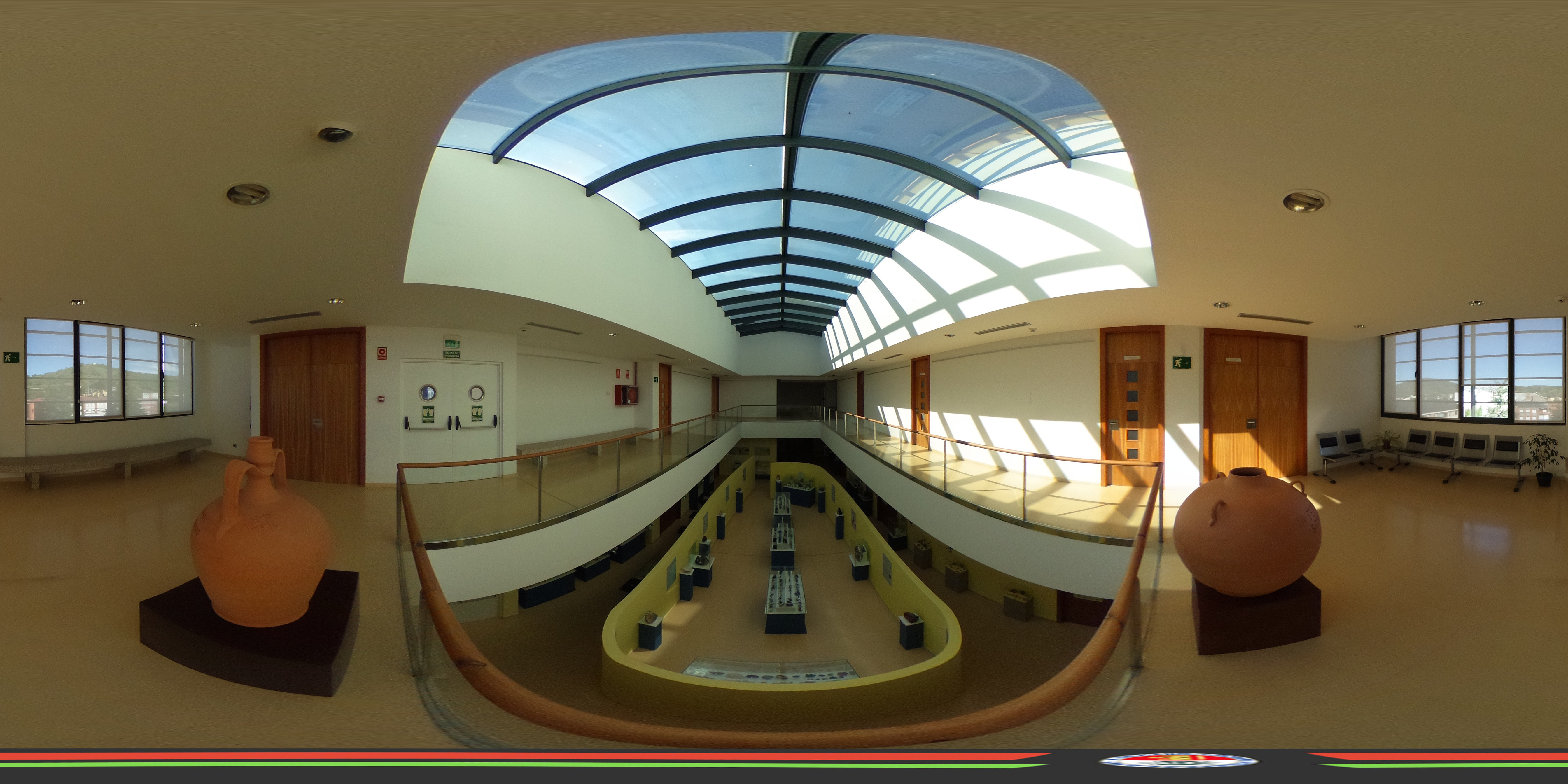
Planta 4ª y vista de la 3ª Omniorama
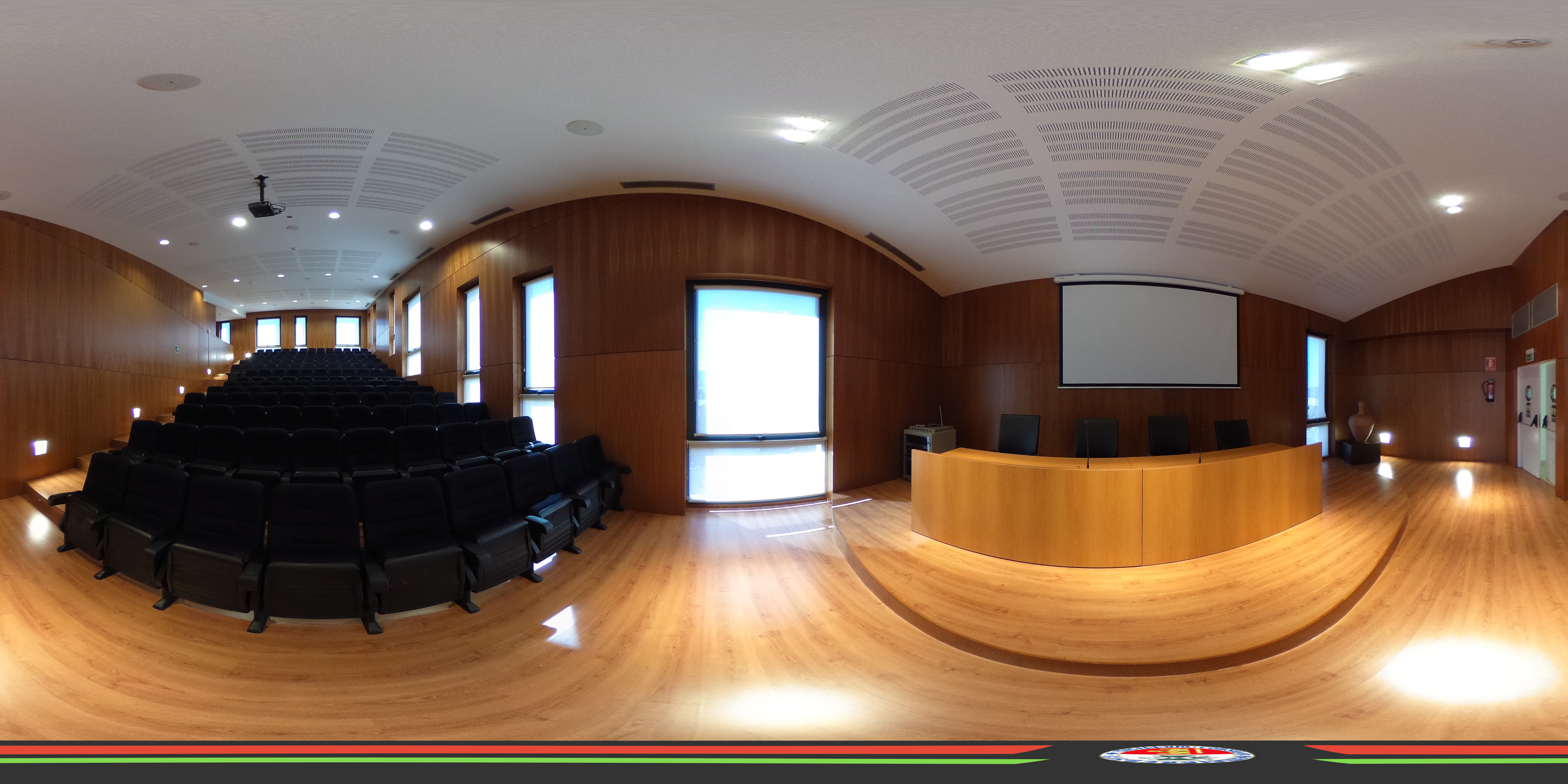
Salón de actos en Planta 4ª Omniorama

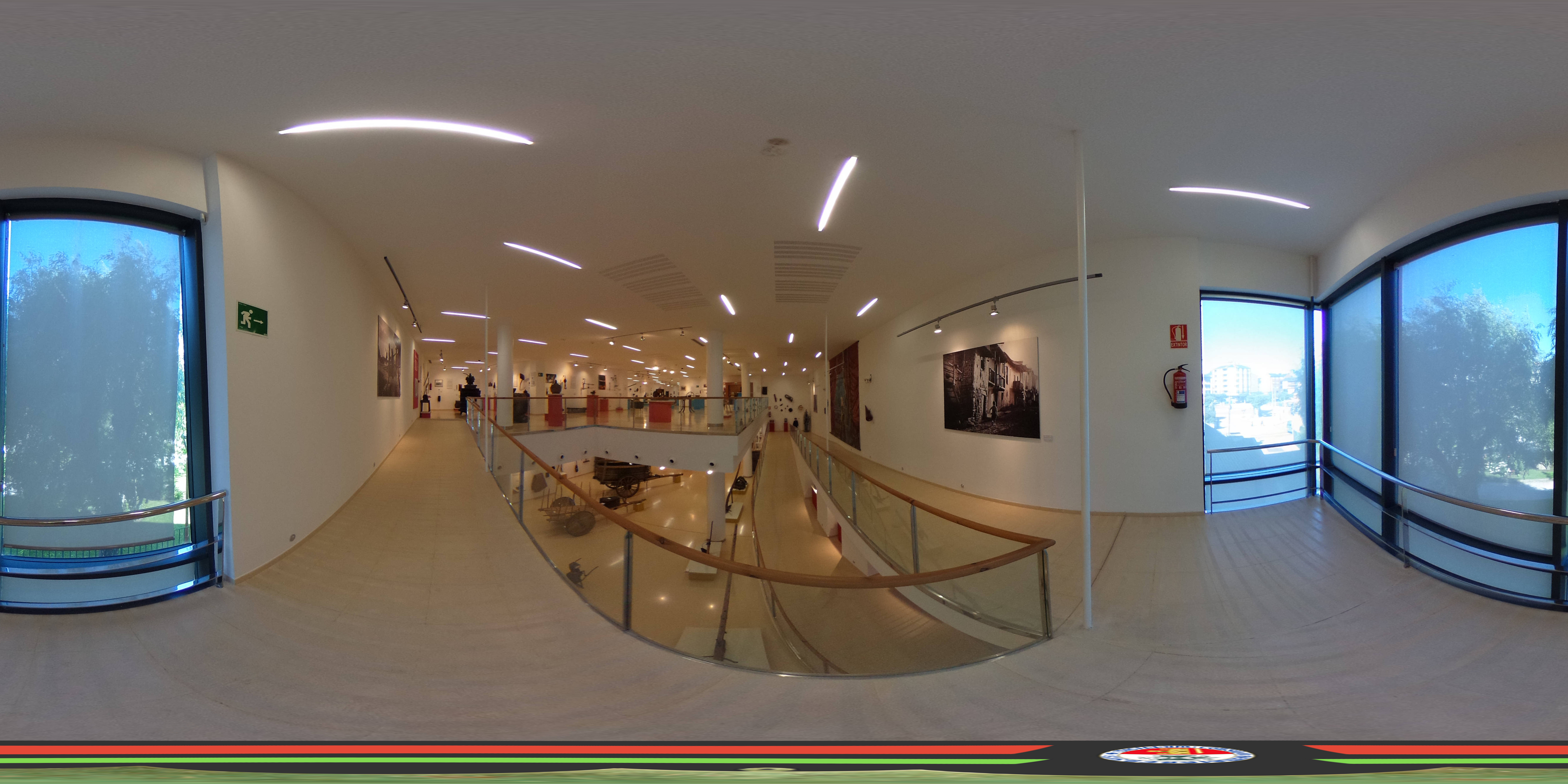
Rampas en Museo "Alto Bierzo" Omniorama
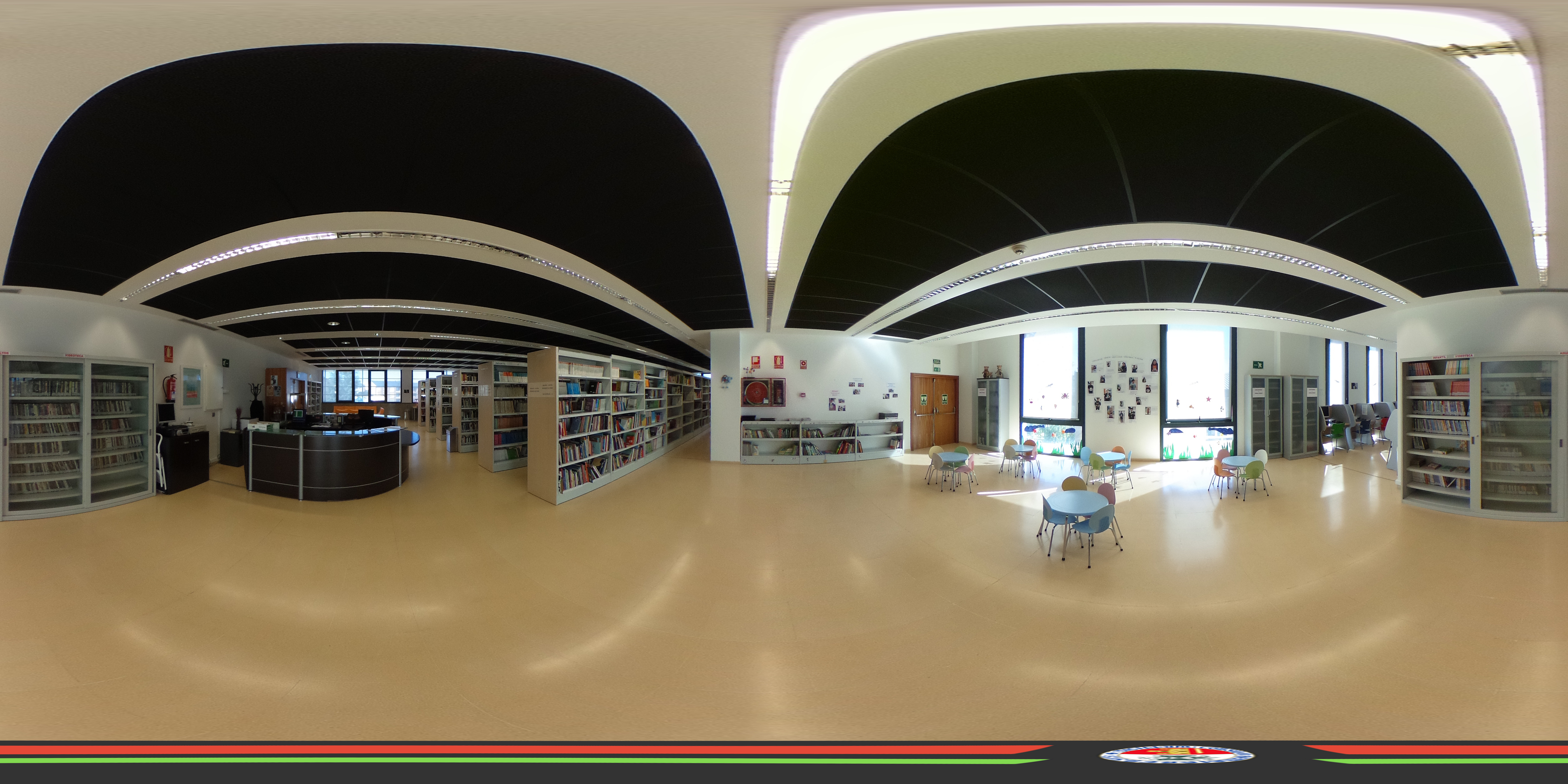
Biblioteca y otros servicios en 2ª planta Omniorama

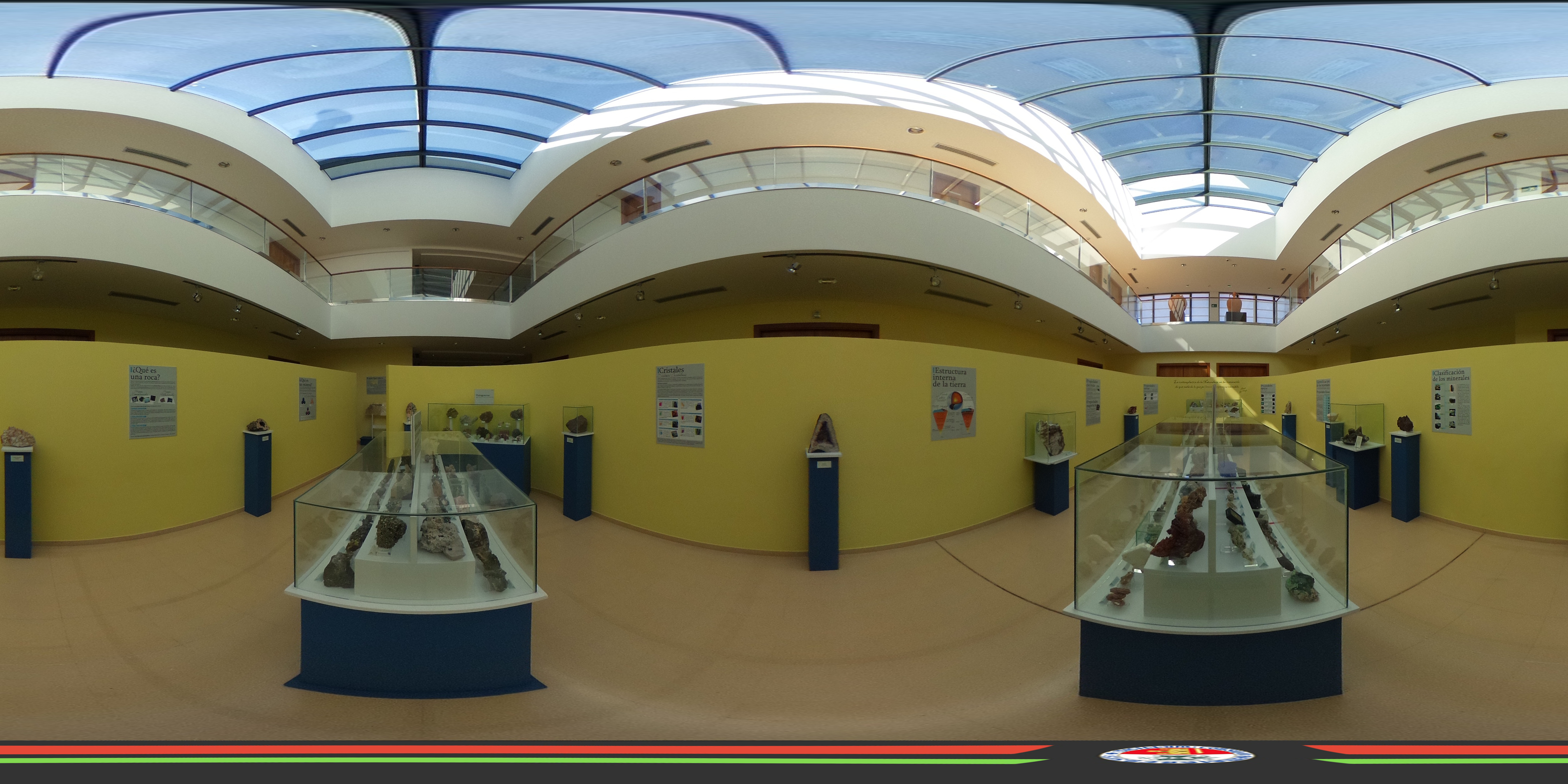
"Plinii Secundi" en planta 3ª Omniorama
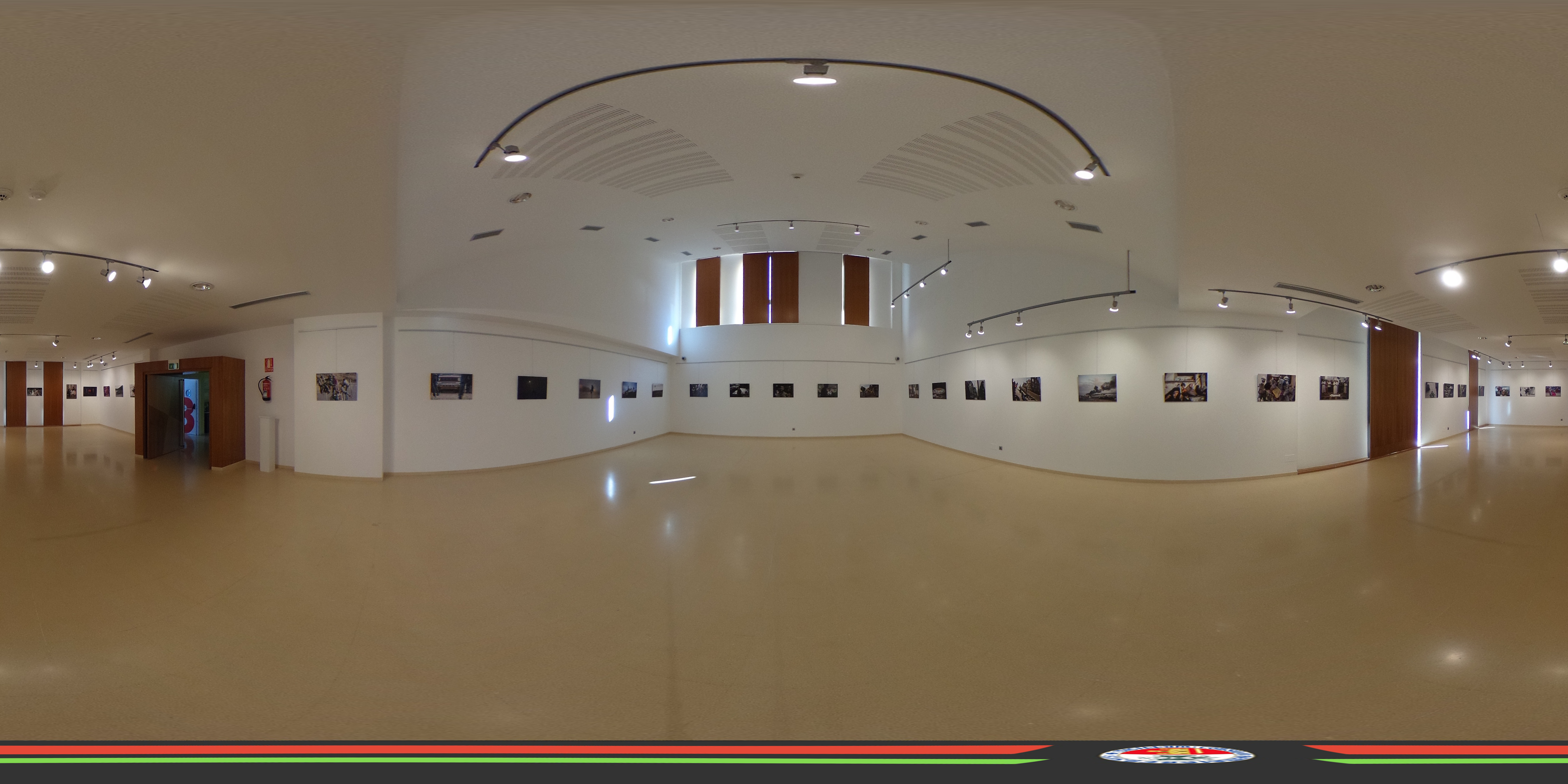
Sala de exposiciones en planta 3ª Omniorama

- Planta 4ª y vista de la 3ª
Omniorama
- Salón de actos en Planta 4ª
Omniorama